# On the Edge (2001, John Carney)
On the Edge ist ein irisches Filmdrama des Regisseurs John Carney aus dem Jahr 2001. Die Hauptrolle spielte Cillian Murphy.
Es ist eine Geschichte über Suizid, Liebe und Zweifel.

## Handlung
Das zentrale Thema umfasst drei junge Patienten (Jonathan, Rachel und Toby) in einer psychiatrischen Klinik. Jeder von ihnen hat innere Konflikte, die sich mit Selbstmord, Selbstzerstörung und Todesvorstellungen auseinandersetzen. Dr. Figure ist dabei der Psychiater, der helfen, erklären und vor allen Dingen hoffnungsvoll mit ihren Problemen umgehen soll.
Der Film beginnt mit der Beerdigung von Jonathans Vater, der an Alkoholvergiftung starb. Jonathan ist auch der Protagonist der Geschichte.
Jonathan fährt mit einem gestohlenen Auto eine Klippe hinunter mit der Absicht, sich das Leben zu nehmen. Aber dabei bricht er sich nur den kleinen Finger. Die Konsequenz aufgrund des gestohlenen Autos lautet: entweder ins Gefängnis gehen oder ein zweimonatiger Aufenthalt in der psychiatrischen Anstalt. Er entscheidet sich für die Therapie.
Im ersten Teil des Films wird Jonathans Charakter verdeutlicht: Nach außen wirkt er witzig, sarkastisch, ein wenig arrogant, jedoch clever; innerlich hat er jedoch dunkle Gefühle, die ihn dennoch interessant machen. Obwohl er versucht hat sich umzubringen, macht er einen sympathischen Eindruck, und man hat das Gefühl, ihn „näher kennenlernen zu wollen“.
In der Zwischenzeit versucht ihm der Arzt zu helfen, aber Jonathan bleibt stur und hält ihn für unfähig. Außerdem entspricht das Instituts-Regime in keinem Fall seinen Vorstellungen. Nach einigen Therapiestunden gewinnt Dr. Figure jedoch Jonathans Vertrauen. Die Unterhaltungen zwischen den beiden klingen nicht wie die üblichen Arzt-Patient-Gespräche. Man erkennt schnell Dr. Figures Absicht: Er will, dass sich Jonathan selbst hilft, denn er weiß, dass er dazu fähig ist. Es ist nicht seine Intention, ihm etwas einzureden oder ihn bewusst mit seinen Vorstellungen zu beeinflussen. Demzufolge ist man als Zuschauer auch von Dr. Figures Persönlichkeit beeindruckt.
Während Jonathan die Therapie durchführen lässt, lernt er Toby und Rachel kennen.
Toby ist auch ein „Insasse“, der immer noch versucht, sich umzubringen. Er schreibt düstere Gedichte, die darauf schließen lassen, dass er weitaus größere Probleme als Jonathan hat. Toby entwickelt sich im Laufe der Zeit zu Jonathans bestem Freund, mit dem er nächtliche Ausflüge unternimmt. Toby erzählt ihm seine scheinbar unlösbaren Probleme, und Jonathan hilft Toby jedes Mal aus der Klemme, wenn er sich in Schwierigkeiten befindet.
Rachel gehört zu den Leuten, deren Zerbrechlichkeit der eines Glases ähnelt. Sie lehnt es ab, mit Jonathan Kontakt aufzunehmen. Deshalb scheitern seine anfänglichen Versuche, sie näher kennenzulernen. Dennoch gibt Jonathan nicht auf und schenkt ihr sehr viel Aufmerksamkeit. Er erscheint als ihr ganz „persönlicher Psychiater“. Er entwickelt sich auch für Rachel zum Ansprechpartner, aber ihr Schmerz sitzt zu tief und ihre Probleme sind zu groß.
Den Höhepunkt der Geschichte symbolisiert der Silvesterabend. Nach einer langen Zeit in Zweifel und Unentschlossenheit erlebt man Jonathans und Rachels vorweggenommenes „Happy End“. Zur gleichen Zeit macht Toby seine Andeutungen wahr und bringt sich um.
Im Gegensatz zu Rachel, die wieder in ihr altes Schema verfällt und sich in Melancholie mit dem einzigen Ausweg Suizid verkriecht, macht Jonathan positive Fortschritte. Er denkt darüber nach, wie er Rachel aus ihrer Welt befreien kann und setzt seine Idee auf wundervolle Weise um. Er kann Rachel überzeugen, sich nicht umzubringen und weiter mit ihm zu leben.

## Kritiken
- „Regisseur und (Co-)Autor John Carney gelang ein Meisterwerk, das den Vergleich mit 'Einer flog über das Kuckucksnest' nicht zu scheuen braucht.“ (www.kino.de)

## Auszeichnungen
- John Carney gewann 2001 den Publikumspreis beim Dinard British Film Festival.
- Die Deutsche Film- und Medienbewertung FBW in Wiesbaden verlieh dem Film das Prädikat besonders wertvoll.